# Berthold von Kalabrien
Der heilige Berthold von Kalabrien (französisch Berthold du mont Carmel, * um 1140 in Solignac (Haute-Vienne) bei Limoges; † um 1195 auf dem Berg Karmel) wird von manchen als Gründer der Karmeliten angesehen, die ihre Ordensregeln allerdings erst nach seinem Tod annahmen. Sein katholischer Gedenktag ist der 29. März.

## Leben
Zahlreiche Legenden ranken sich um sein Leben – so soll er zusammen mit seinem Bruder Aymeric (Albert von Jerusalem), dem lateinischen Patriarchen von Antiochia, am Zweiten Kreuzzug (1147–1149) teilgenommen haben. Eine Vision, die ihm  die schlechten Taten der christlichen Soldaten vor Augen führte, soll ihn um 1155 dazu veranlasst haben, sich auf den Berg Karmel (nahe Haifa) zurückzuziehen. Bald entstand eine kleine Gemeinschaft, als deren Oberer er im Jahr 1185 erwähnt wurde.

## Ordensregel
Erst im Jahr 1214, also ca. 20 Jahre nach seinem Tode, wurde die Regel des Ordens durch Albert, den lateinischen Patriarchen von Jerusalem bestätigt. Im Jahr 1226 bestätigte Papst Honorius III. diese Regeln.

## Verehrung
Im Jahr 1564 wurde die Verehrung Bertholds durch das Generalkapitel des Karmelitenordens beschlossen, doch zwischen 1585 und 1609 war sein Name aus dem Ordensregister gestrichen. Im Festkalender des Ordens wird sein Name nicht mehr erwähnt.